# 김현정 (1975년생 희극인)
김현정(1975년 8월 11일 ~ )은 대한민국의 희극 배우이다. SBS 공채 개그맨 5기 출신이다.

## 출연작

### 영화
- 이웃사촌